# ESO 243-49
ESO 243-49 è una galassia a spirale (S0-a) situata nella costellazione della Fenice alla distanza di oltre 280 milioni di anni luce dalla Terra.
Fa parte di un piccolo gruppo di galassie denominato HDCE 0050 che a sua volta è uno dei componenti dell'ammasso di galassie Abell 2877, uno dei membri che costituiscono il Superammasso della Fenice (SCl 018).
Nel 2012 il Telescopio spaziale Hubble ne ha raccolto una bella immagine in cui si presenta di taglio (edge-on).
Inoltre lungo il piano galattico, con osservazioni effettuate nel 2004 dal telescopio spaziale XMM-Newton, è stata individuata una fonte di emissioni di raggi X che corrisponde ad un buco nero di massa intermedia stimato in 20.000 masse solari e denominato HLX-1, acronimo di Hyper-Luminous X-ray source 1. 
La presenza intorno al buco nero di un ammasso di giovani stelle e variazioni di luminosità dell'area non imputabile allo stesso ammasso, portano a concludere che il buco nero è quanto resta del buco nero centrale di una galassia nana entrata in collisione con ESO 243-49. Queste giovani stelle si sono formate a seguito dello scontro tra le due galassie che si stima sia avvenuto meno di 200 milioni di anni fa.